# Onthophagus hamaticeps
Onthophagus hamaticeps là một loài bọ cánh cứng trong họ Bọ hung (Scarabaeidae).